# チュソヴァヤ川
チュソヴァヤ川（チュソヴァーヤ川、チュソヴァヤがわ、ロシア語: Чусова́я, ラテン文字表記: Chusovaya）は、ロシアのウラル山脈周辺のチェリャビンスク州、スヴェルドロフスク州、ペルミ地方を流れる河川で、カマ川（ヴォルガ川水系）の左支流である。長さは592km、流域面積は23,000平方km。川の名は、コミ＝ペルミャク語で「速い水」を意味する「チュスワ」がロシア語化したものである。
10月末から12月初頭にかけて凍結し、4月半ばから5月初めに氷が融ける。4月半ばから6月半ばにかけては雪解け水や融けた氷により増水する。主な支流には、メジェヴァヤ・ウトカ川、セレブリャンカ川、コイヴァ川、ウスヴァ川、レドヴァ川、リスヴァ川などがある。支流のうち、クミシュ川は途中で地上から消え、6kmにわたって地下を流れることで知られる。
川沿いの主な街には、ペルヴォウラリスク（スヴェルドロフスク州）、ポレヴスコイ（同）、レヴダ（同）、チュソヴォイ（ペルミ地方）などがあり、チュソヴォイには河川港もある。

## 流路
チュソヴァヤ川は、中部ウラル山脈の低い丘陵地帯に発する。水源はヴェルフニ・ウファレイ（チェリャビンスク州）の10km北東にあるマーロイェ・チュソヴスコエ・オゼロという場所にある。そこからウラル西麓を北西方面へ流れ、スヴェルドロフスク州に入りいくつかの工業都市を通って、ペルミ地方に入る。
チュソヴァヤ川の水は工業用水などに広く利用される。特に、レヴダの上流で川を堰き止めているヴォルチヒンスキー貯水池およびヴェルフネイセツキー貯水池から用水路で引かれる水は、ウラル地方随一の工業都市エカテリンブルクの工業などに利用されている。エカテリンブルクはウラル東麓のイセチ川沿い（オビ川流域）にあるため、この用水路はウラル山脈西側のヨーロッパに属するヴォルガ川流域から、ウラル山脈東側のアジアに属するオビ川流域へと結んでいることになる。これらの貯水池は、エカテリンブルク市民の憩いの場としても親しまれている。
ペルヴォウラリスクからは谷間が狭まり、川岸は険しくなり大きな岩が目立つようになる。ペルミ地方に入ってチュソヴォイ付近からは西へ曲がり、川の谷間も川幅も広くなる。ペルミ市のすぐ北で、カマ川の巨大なダム湖・カマ湖へと合流しており、チュソヴァヤ川の下流90kmほどはこのダム湖によって大きな入江となっている。

## 歴史
チュソヴァヤ川には、川沿いに多くの巨岩があることでも知られ、20世紀初頭にセルゲイ・プロクジン＝ゴルスキーが撮影したカラー写真にも多く収録されている。これらの岩の多くには名前が付けられているが、春の増水時には航行に危険となる岩もある。
チュソヴァヤ川上流のウラル山脈は標高が400mほどと低く、斜面を越えると簡単にウラル山脈の東側に行くことができる。1558年にカマ川からチュソヴァヤ川流域の広大な土地をツァーリから賜った豪商グレゴリー・ストロガノフは、チュソヴァヤ川の上流からウラルの東部へ進む遠征隊を組織した。これがロシア人によるシベリア征服の端緒となった。